# Comunidad de comunas del Cantón de Arzacq
La Comunidad de comunas del Cantón de Arzacq (Communauté de communes du Cantón d'Arzacq en francés) es una estructura intercomunal francesa situada en el departamento francés de Pirineos Atlánticos de la región de Aquitania.

## Historia
Fue creada el 1 de enero de 1994 con la unión de las veintitrés comunas del antiguo cantón de Arzacq-Arraziguet que le dio su nombre, y que actualmente pertenecen al cantón de Artix y País de Soubestre.
A finales del año 2015, se puso en marcha un proyecto de fusión de las comunidades de comunas del Cantón de Arzacq, del Cantón de Garlin y de los Luys de Bearne junto con las comunas de Caubios-Loos y Momas.

## Composición
La Comunidad de comunas reagrupa 23 comunas:
| Comuna                  | Código INSEE | Cantón                    | Población (2012) | Superficie (km²) | Densidad (hab./km²) |
| ----------------------- | ------------ | ------------------------- | ---------------- | ---------------- | ------------------- |
| Arget                   | 64044        | Artix y País de Soubestre | 89               | 4                | 22,3                |
| Arzacq-Arraziguet       | 64063        | Artix y País de Soubestre | 1026             | 15,26            | 67                  |
| Bouillon                | 64143        | Artix y País de Soubestre | 153              | 3,27             | 47                  |
| Cabidos                 | 64158        | Artix y País de Soubestre | 186              | 7,26             | 26                  |
| Coublucq                | 64195        | Artix y País de Soubestre | 107              | 5,54             | 19                  |
| Fichous-Riumayou        | 64226        | Artix y País de Soubestre | 177              | 6,41             | 28                  |
| Garos                   | 64234        | Artix y País de Soubestre | 230              | 12,06            | 19                  |
| Géus-d'Arzacq           | 64243        | Artix y País de Soubestre | 197              | 4,12             | 48                  |
| Larreule                | 64318        | Artix y País de Soubestre | 165              | 10,05            | 16                  |
| Lonçon                  | 64347        | Artix y País de Soubestre | 175              | 5,52             | 32                  |
| Louvigny                | 64355        | Artix y País de Soubestre | 126              | 7,02             | 18                  |
| Malaussanne             | 64365        | Artix y País de Soubestre | 408              | 17,49            | 23                  |
| Mazerolles              | 64374        | Artix y País de Soubestre | 1030             | 11,71            | 88                  |
| Méracq                  | 64380        | Artix y País de Soubestre | 221              | 8,24             | 27                  |
| Mialos                  | 64383        | Artix y País de Soubestre | 104              | 4,54             | 23                  |
| Montagut                | 64397        | Artix y País de Soubestre | 127              | 6,18             | 21                  |
| Morlanne                | 64406        | Artix y País de Soubestre | 595              | 12,94            | 46                  |
| Piets-Plasence-Moustrou | 64447        | Artix y País de Soubestre | 139              | 8,34             | 17                  |
| Pomps                   | 64450        | Artix y País de Soubestre | 263              | 7,77             | 34                  |
| Poursiugues-Boucoue     | 64457        | Artix y País de Soubestre | 207              | 9,02             | 23                  |
| Séby                    | 64514        | Artix y País de Soubestre | 199              | 5,97             | 33                  |
| Uzan                    | 64548        | Artix y País de Soubestre | 153              | 6,20             | 24,6                |
| Vignes                  | 64557        | Artix y País de Soubestre | 418              | 7,97             | 50,7                |

## Competencias
La comunidad es un organismo público de cooperación intercomunal.
Sus recursos provienen del impuesto sobre los rendimientos del trabajo único, del sistema de contribuciones que se aplica a los residuos y asignaciones y subvenciones de diversos socios.
Sus competencias en general se centran en el desarrollo económico, medio ambiental, de empleo y los servicios comunitarios a los habitantes:
- Ordenación del Territorio
  - Plan de Coherencia Territorial (SCOT, en francés) (a título obligatorio).
  - Plan Sectorial (a título obligatorio).
- Desarrollo y organización económica
  - Acción de desarrollo económico de las actividades industriales, comerciales o de empleo, (apoyo de las actividades agrícolas y forestales...) (a título obligatorio).
  - Creación, organización, mantenimiento y gestión de zonas de actividades industriales, comerciales, terciario, artesanal o turístico (a título obligatorio).
- Desarrollo y organización social y cultural
  - Actividades culturales y socioculturales (a título facultativo).
  - Actividades deportivas (a título facultativo).
  - Construcción y/u organización, mantenimiento, gestión de equipamientos o establecimientos culturales, socioculturales, socioeducativos, deportivos… (a título optativo).
  - Transporte escolar (a título facultativo).
- Medio ambiente
  - Saneamiento no colectivo (a título facultativo).
  - Recogida y tratamiento de los residuos urbanos y asimilados (a título optativo).
  - Protección y valorización del Medio Ambiente (a título optativo).
- Vivienda y hábitat
  - Programa local del hábitat (a título optativo).
- Servicio de vías públicas
  - Creación, organización y mantenimiento del servicio de vías públicas (a título optativo).
- Otros
  - Adquisición comunal de material (a título facultativo).
  - Informática, Talleres vecinales (a título facultativo).